# 伊頓頓
伊顿顿（英語：Eatonton）是一個位於美國喬治亞州帕特南縣的城市。根據2010年美國人口普查，該地人口為6480人，而該地的面積約為53.50平方千米。同時該地也是帕特南縣的縣治。

## 地理
伊顿顿的座標為33°19′35″N 83°23′16″W / 33.32639°N 83.38778°W，而該地的平均海拔高度為173米（即568英尺）。